# 1st Battalion 9th Marines
Il 1st Battalion 9th Marines era uno dei reparti più famosi e più decorati del USMC. Formato durante la Prima Guerra Mondiale è stato smantellato negli anni '90. Durante la Guerra del Vietnam è il reparto che ha subito più perdite.